# Gion Nankai

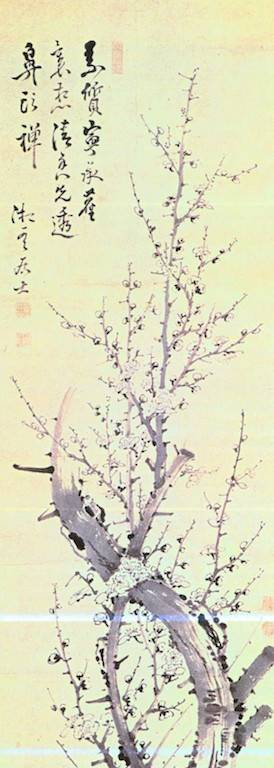
Pflaumenzweig

Gion Nankai (japanisch 祇園 南海, eigentlich Gion Yu (祇園 瑜), weitere Künstlernamen: Hōrai (蓬莱), Kanraitei (観雷亭), Kikyo (箕踞), Rishōhin (履昌〓), Shōun (湘雲), Tekkan Dōjin (鉄冠道人) und Tekkanjin (鉄冠人); geb. 1676 in Edo; gest. 26. Oktober 1751) war ein japanischer Konfuzianist, Dichter und Maler der Nanga-Richtung in der Edo-Zeit.

## Leben und Werk
Gion Nankai war der älteste Sohn des Gion Jun’an, einem Arzt, der dem Kishū-Tokugawa diente. Ab seinem dreizehnten Lebensjahr wurde er von dem Konfuzianist Kinoshita Jun’an (木下 順庵; 1621–1699) unterwiesen und gehört mit Arai Hakuseki, Muro Kyūsō zu den „Zehn Schülern Kimuras“ (木門十哲, Mokumon (no) Jittetsu). Darüber hinaus zeichnete er sich aus auf den Gebieten der Dichtkunst und Prosa. Er wurde Lehrer des Konfuzianismus und 1713 Oberhaupt der Schule.
Im Alter von 24 Jahren wurde Nankai jedoch wegen schlechtem Benehmen von der Schule ausgeschlossen, wobei die genauen Gründe nicht bekannt sind. Zehn Jahre später wurde er begnadigt und kehrte auf seinen Posten als konfuzianischer Gelehrter in Wakayama zurück. Im folgenden Jahr betreute er eine koreanische Mission mit hervorragendem Ergebnis, was zu einem Gehalt von 200 Koku führte. 1713 wurde er mit der Leitung der neugegründeten Han-Schule betraut.
In dieser Zeit Nankai begann Nankai sich mit der Nanga-Malerei der Yuan-Zeit und Ming-Zeit zu beschäftigen, wobei er Lehrbücher zu diesem Stil wie das Bazhong huapu (八種画風), und das Malereihandbuch des Senfkorngartens zu Rate zog. Er gab an, von Zhao Mengfu in der Kalligrafie und von Tang Yin (唐寅; 1470–1524) in der Malerei beeinflusst zu sein, wurde auch von Yi Fujiu (伊桴鳩/伊孚九; 1698– nach 1747) beeinflusst. Er war damit einer der Pioniere der Literaten-Malerei in Japan. Mit ihm studierten Yanagisawa Kien und Ike no Taiga diesen Stil. Seine Bilder, hauptsächlich Blumen und Vögel (花鳥画, Kachō-ga) und einige Landschaften (山水図, Sansui-zu), malte er mit wenigen Farben und trockenem Pinselstrich. Zu Nankais besten Arbeiten gehört ein Landschaftsbild im Nationalmuseum Tokio und seine Tuschmalerei „Pflaumenblüten“ (墨梅図, Bokubai-zu), die sich in einer Privatsammlung befindet. – Nankai ist auch Autor einer Sammlung von Essays zur chinesischen Dichtkunst (詩学方言, Shigaku hōgen).

## Bilder

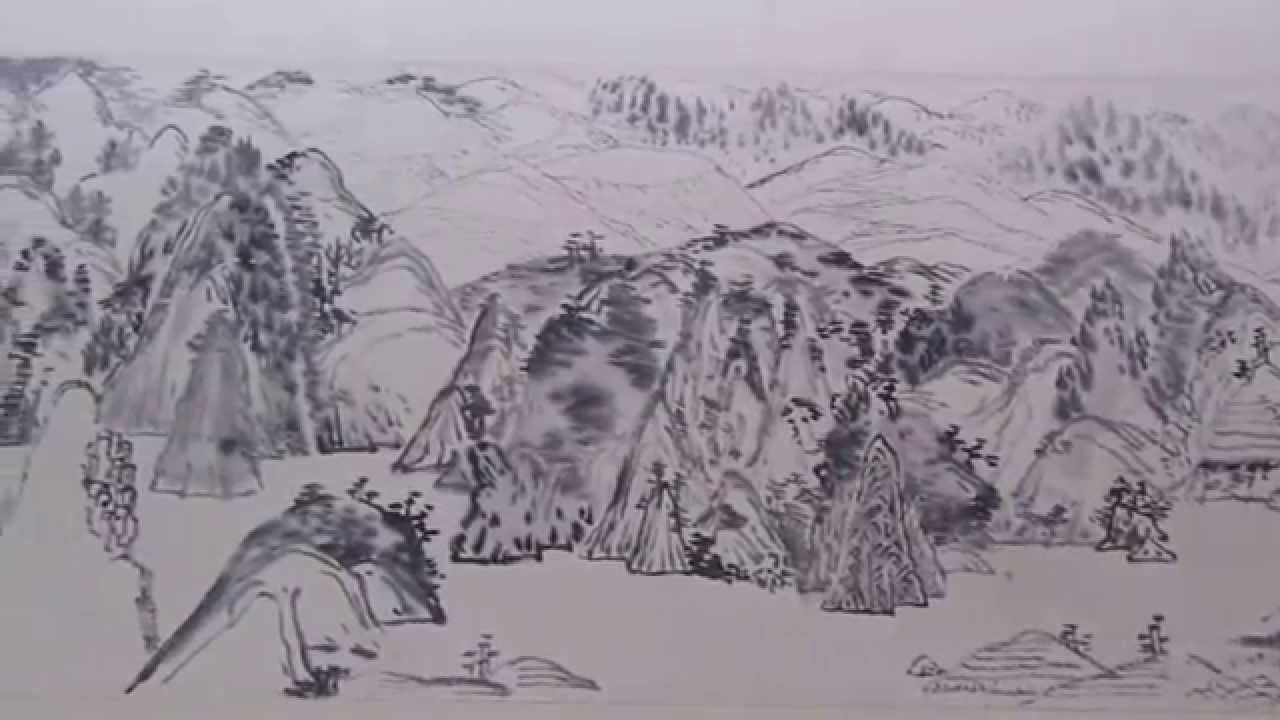
Auszug aus der Kumano-Bildrolle (熊野勝景図巻)
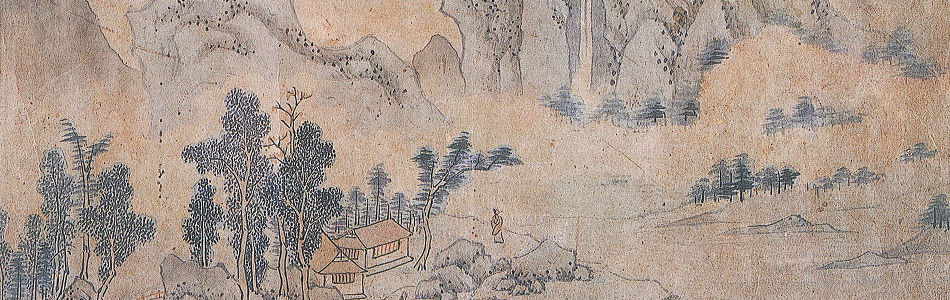
Auszug aus einer Landschafts-Bildrolle
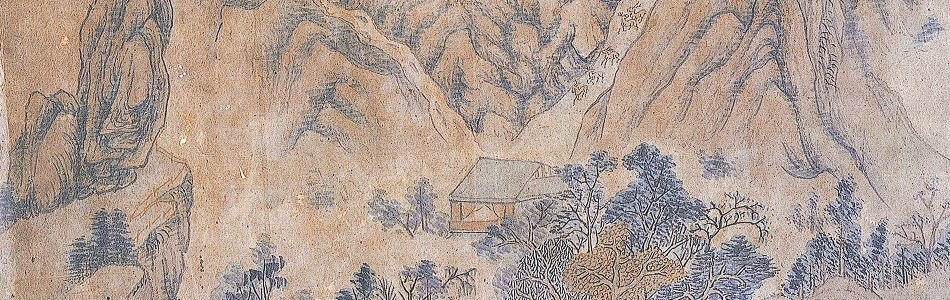
Auszug aus einer Landschafts-Bildrolle